# 亨德里克斯陨石坑

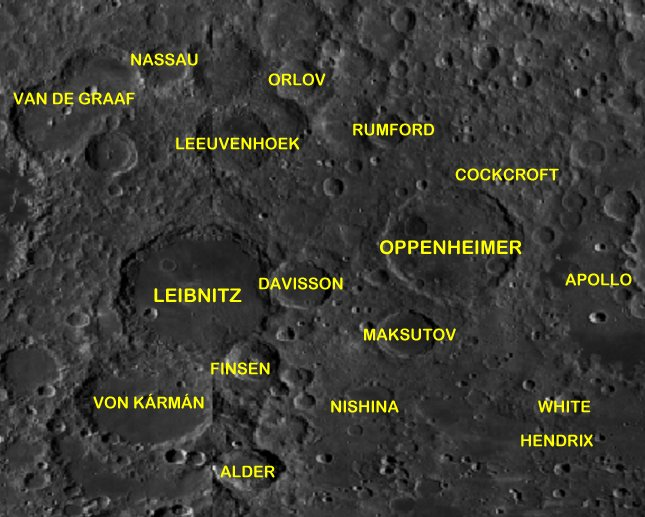
亨德里克斯陨石坑（右下角）的周边

亨德里克斯陨石坑（Hendrix）是位于月球背面南半部深凹区中的一座小撞击坑，其名称取自美国光学专家唐·亨德里克斯（Don Hendrix，1905年-1961年），1970年被国际天文学联合会批准接受。

## 描述
该陨坑西北毗邻仁科芳雄环形山、西南偏西稍远坐落了更大的阿尔德环形山，相对年轻的怀特陨石坑靠近它的东北偏北，而更远处则是巨大的阿波罗环形山。该陨坑中心月面坐标为46°36′S 159°12′W / 46.6°S 159.2°W，直径16.63公里，深度约2.66公里。
亨德里克斯陨石坑外观大致呈圆碗状，坑壁边沿峻峭，未受到明显的侵蚀，它最大高出周边地形620米，西南侧部分重叠在一座更古老的残迹坑上。该陨坑内部地表相对平坦，没有其它醒目的地貌结构。距东南不远处坐落了比它更大的卫星坑“亨德里克斯 M”。

## 卫星陨石坑
按惯例，最靠近亨德里克斯陨石坑的卫星坑将在月图上以字母标注在它的中心点旁边.

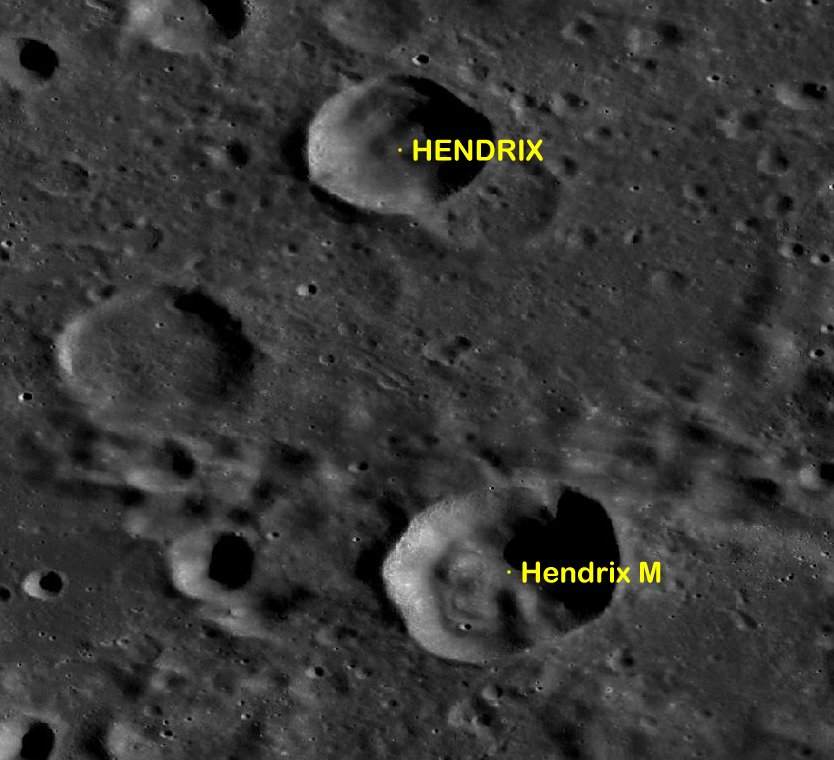
月球勘测轨道飞行器拍摄的图像

| 亨德里克斯 | 纬度    | 经度     | 直径    |
| ---------- | ------- | -------- | ------- |
| M          | 48.4° S | 158.9° W | 21 公里 |

## 另请参阅
- Andersson, L. E.; Whitaker, E. A. . NASA RP-1097. 1982.
- Blue, Jennifer. . USGS. July 25, 2007  [2007-08-05]. （原始内容存档于2015-05-26）.
- Bussey, B.; Spudis, P. . New York: Cambridge University Press. 2004. ISBN 978-0-521-81528-4.
- Cocks, Elijah E.; Cocks, Josiah C. . Tudor Publishers. 1995. ISBN 978-0-936389-27-1.
- McDowell, Jonathan. . Jonathan's Space Report. July 15, 2007  [2007-10-24]. （原始内容存档于2015-01-12）.
- Menzel, D. H.; Minnaert, M.; Levin, B.; Dollfus, A.; Bell, B. . Space Science Reviews. 1971, 12 (2): 136–186. Bibcode:1971SSRv...12..136M. doi:10.1007/BF00171763.
- Moore, Patrick. . Sterling Publishing Co. 2001. ISBN 978-0-304-35469-6.
- Price, Fred W. . Cambridge University Press. 1988. ISBN 978-0-521-33500-3.
- Rükl, Antonín. . Kalmbach Books. 1990. ISBN 978-0-913135-17-4.
- Webb, Rev. T. W.  6th revised. Dover. 1962. ISBN 978-0-486-20917-3.
- Whitaker, Ewen A. . Cambridge University Press. 1999. ISBN 978-0-521-62248-6.
- Wlasuk, Peter T. . Springer. 2000. ISBN 978-1-85233-193-1.